# Kurt Malisch
 Kurt Paul Malisch (Landsberg an der Warthe, Prússia, 15 de juny de 1881 – 9 d'abril de 1970) va ser un nedador alemany, que va competir a començaments del segle xx.
Especialista en la modalitat de braça, el 1912 va prendre part en els Jocs Olímpics d'Estocolm, on disputà dues proves del programa de natació. En els 200 metres braça guanyà la medalla de bronze en quedar rere els seus compatriotes Walter Bathe i Wilhelm Lützow. En els 400 metres braça fou quart.